# Paula Örn
Sara Paula Charlotta Örn, född 25 augusti 1978 i Skallsjö församling, Älvsborgs län, är en svensk politiker (socialdemokrat).
Örn var 2010–2014 oppositionsråd och 2014–2018 kommunalråd och kommunstyrelsens ordförande i Ale kommun. Hon var riksdagsledamot (tjänstgörande ersättare) 1 juli–17 december 2021 och 30 januari–29 november 2024 för Västra Götalands läns västra valkrets. Vid båda tillfällena ersatte hon Aylin Nouri. I riksdagen var Örn extra suppleant i utbildningsutskottet.
Vid riksdagsvalet 2022 såg det till en början ut som om Örn skulle bli invald i riksdagen, men efter att alla röster räknats visade det sig att Socialdemokraterna tappat ett mandat jämfört med valnattsresultatet, och Örn blev bara ersättare.